# Иллюминаты
Иллюмина́ты (нем. Illuminatenorden, от лат. illuminati), или просвещённые (от illuminatus — «озарённый, просветлённый, просвещённый») в разное время — название различных объединений (орденов, братств, сект, обществ) оккультно-философского толка и мистического характера, в разной степени дозволенных или секретных, зачастую бывших в оппозиции политическим и религиозным (клерикальным) властям.
Чаще всего термин употребляется по отношению к членам Общества баварских иллюминатов профессора Вейсгаупта.
Также данный термин используется в конспирологических теориях, предполагающих существование некой тайной организации, негласно управляющей историческим процессом.

## Происхождение термина

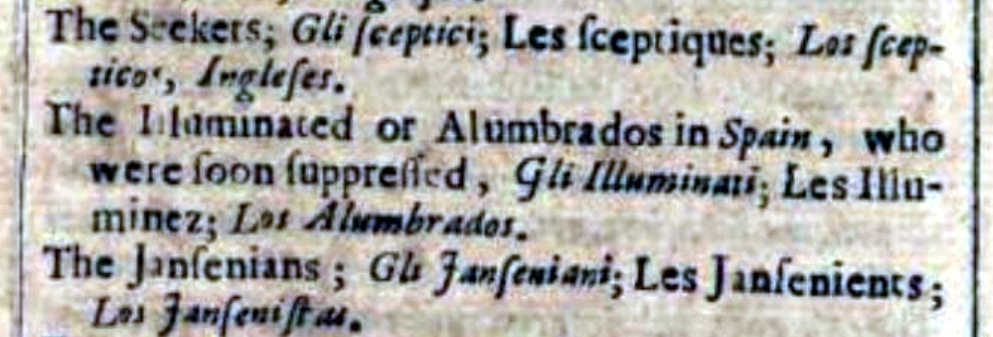
Lexicon Tetraglotton, англо-французско-итальянско-испанский словарь валлийца Джеймса Хауэлла, 1660 г.

«Иллюминатами» называли ряд групп (некоторые из них сами претендовали на это название), более или менее маргинальных и скрытных, часто находящихся в оппозиции к политическим или религиозным властям. Хотя доктрины этих групп были разнообразны и иногда противоречивы, путаница между ними часто поощрялась их противниками. Само название «иллюминаты» часто относится к иллюминизму — религиозно-философскому течению, основанному на вере во внутреннее просветление, непосредственно вдохновлённое Богом.
Чаще всего иллюминатов характеризовали как еретиков и противников Католической церкви. В случае камизаров, сейчас их прямо называют протестантами, при том, что зародились камизары в Севеннах, на юге католической Франции. Популярная англо-саксонская традиция (преимущественно протестантская) редко упоминает и связывает испанские и французские группы с понятием «иллюминатов», отождествляя исторических иллюминатов исключительно с баварским орденом. Возможно, это связано с тем, что современная история религии связывает происхождение протестантизма с Германией, в то время, как упомянутые общества иллюминатов демонстрируют, что хронологически истоки подобных протестных идей зарождались сначала в Испании, потом во Франции и лишь после этого достигли Германии.

## Алюмбрадос, испанские иллюминаты
«Алюмбрадос» (от испанского «Просветлённые») — это термин, используемый для свободного описания последователей мистических форм христианства в Испании в XV—XVI веках. Некоторые алюмбрадос были лишь слегка гетеродоксами, а другие придерживались взглядов, которые, по мнению современных им правителей, были явно еретическими. Поэтому они подверглись жёстким репрессиям и стали одними из первых жертв испанской инквизиции.
Историк Марселино Менендес-и-Пелайо обнаружил это название уже в 1492 году (в форме aluminados) и проследил гностическое происхождение этой группы.

## Геренцы и камизары
Согласно работе «Геренцы» французского литературоведа и иезуита Анри Бремона, французские иллюминаты также подвергались гонениям:
Если верить ряду историков, только двое из них, кто изучал этот вопрос, а именно аббат Корбле в 1868 году и преподобный де Салинис в 1918 году, писали, что секта иллюминатов, осуждённая в Севилье в 1625 году, примерно в то же время вторглась в нашу Пикардию: «Эта провинция, как рассказывает Морери, сначала была заражена ими, потому что Пьер Герен, приходской священник Сен-Жорж-де-Руа, начал сеять там свою ересь, и его последователей назвали геренцами; но несколько новых духовников, которые были из той же провинции и назывались иллюминатами, присоединились к ним, имена и секты смешались и с тех пор они распространились во Фландрии под названием иллюминатов. Они были обнаружены в 1634 году. Король Людовик XIII, полный ревности к религии, хотел, чтобы их преследовали со всей мыслимой суровостью.
По словам Анри Бремона, секта была полностью уничтожена в 1635 году. Аббат Дюкре, автор Les Siècles Christians, писал вскоре после осуждения Севильи:
во Франции зарождающаяся секта фанатиков достаточно походила по своим доктринам и своим обычаям на иллюминатов Испании, от которых, вероятно, они произошли. Они появились в Пикардии, провинции, граничащей с испанскими Нидерландами, куда вошли алюмбрадос. Их лидером был… Пьер Герен… Обнаруженные в 1634 году, они перестали существовать в 1635 году в результате суровых распоряжений Людовика XIII против них.
Камизары, протестантские крестьяне-горцы Севенн, поднявшие восстание против французского короля во время войны за испанское наследство, также назывались современниками «иллюминатами». Часть из них эмигрировала в Лондон под руководством Эли Марион, а часть в Женеву.

## Общество баварских иллюминатов

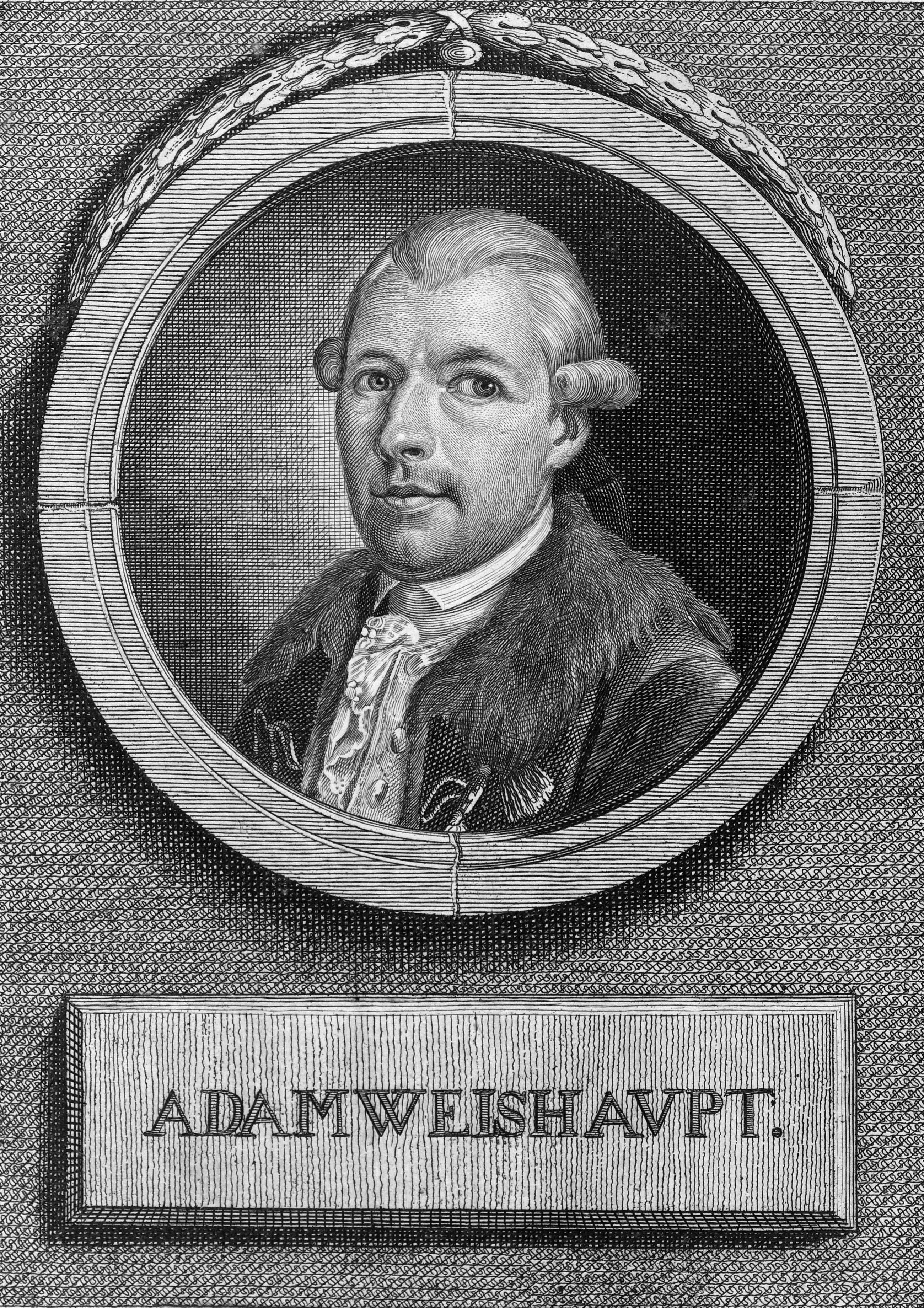
Адам Вейсгаупт (нем. Adam Weishaupt) — основатель Ордена иллюминатов

Общество или Орден баварских иллюминатов (der Illuminatenorden) — немецкое тайное общество XVIII века, основанное 1 мая 1776 года в Ингольштадте философом и теологом Вейсгауптом (1748—1830), известным сторонником деизма, намеревавшимся использовать свою организацию для распространения и популяризации этого учения, а также либеральных идей эпохи европейского Просвещения. Сам он называл своё общество Орденом совершенствующихся (Perfektibilisten).
Официально целью иллюминатов было объявлено совершенствование и облагораживание человечества путём «строительства нового Иерусалима». Орден претерпел внутренний раскол, прежде чем был запрещён баварскими властями в 1785 году. Вейсгаупт лишился должности и умер в изгнании в Тюрингии.
Является одним из самых известных в истории обществ иллюминатов.

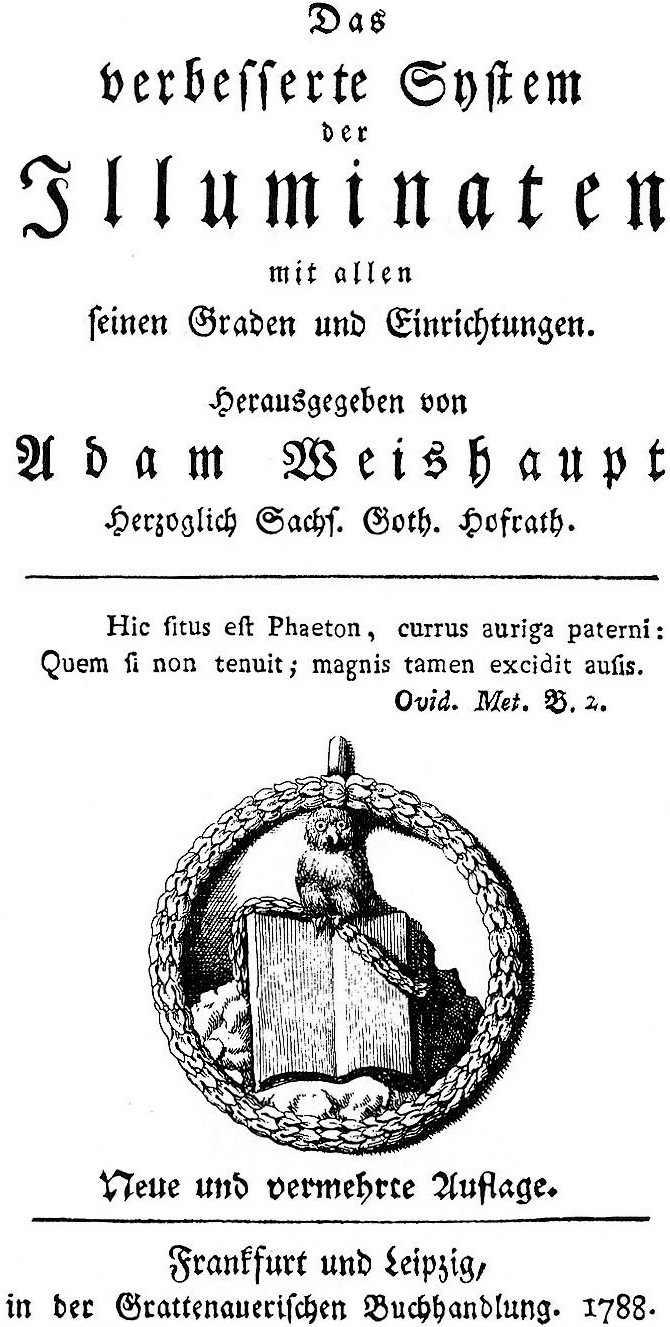
Сова Минервы, сидящая на книге, — эмблема, использовавшаяся баварскими иллюминатами в степени «Минервал»

## Авиньонские иллюминаты
Общество авиньонских иллюминатов появилось на 8 лет позже баварских. Авиньонские иллюминаты (также известные как Авиньонское общество, Новый Израиль, Народ Божий, Общество Грабянки) были основаны отказавшимся от сана бенедектинцем Антуаном-Жозефом Пернети и функционировали в разных странах Европы, в том числе и в Российской империи. В Берлине, Авиньоне и Санкт-Петербурге члены общества подвергались гонениям, организация вскоре была распущена.

## Дискордианская версия иллюминатов
В последние годы крупные англоязычные СМИ опубликовали ряд материалов, кратко рассказывающих о происхождении иллюминатов. К примеру, «Какова реальная история заговора иллюминатов?» британской вещательной корпорации Би-би-си или «Откуда теоретики заговора крадут свои идеи — Правда ранит» Вайс медиа. В этих популярных видео утверждается, что современные представления об иллюминатах были всего лишь шуткой дискордианцев, перешедшей из субкультурного подполья в массовую культуру, в первую очередь, благодаря роману «Иллюминатус!». Также в этих материалах утверждается, что, в действительности, этому предшествовало лишь Общество баварских иллюминатов, но просуществовавшее недолго и впоследствии распущенное.

## Иллюминаты в конспирологии
С баварскими иллюминатами и тайными обществами связывалось множество теорий заговоров. Чаще всего в качестве мотивации тайных обществ приводится жажда мирового господства, тотального контроля над людскими, научными и финансовыми ресурсами.
В повести А. В. Чаянова «Необычайные, но истинные приключения графа Фёдора Михайловича Бутурлина» иллюминаты изображены как зловещая тайная организация, пытавшаяся казнить главного героя, не бывшего знакомым с ними, якобы потому, что тот по их предсказаниям разрушил мировую гармонию.